# Clovis-Kultur

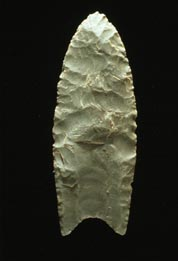
Speerspitze der Clovis-Kultur

Die paläoindianische Clovis-Kultur war die erste flächig verbreitete prähistorische Kultur auf dem amerikanischen Kontinent. Archäologisch ist sie durch ihre charakteristischen Projektilspitzen aus Feuerstein mit doppelseitigen Schneiden und beidseitigen Flächenretuschen definiert. Die Kultur ist nach dem Ort Clovis im US-Bundesstaat New Mexico benannt, wo die ersten Spitzen im Jahr 1937 ausgegraben wurden.
Die Kultur wurde mit Hilfe der Radiokarbonmethode auf etwa 11.000 bis 10.800 Before Present (etwa 9.050 bis 8.850 v. Chr.) datiert. Einzelne Funde weichen geringfügig ab. Dies entspricht dem Ende der letzten Kaltzeit (in Nordamerika als Wisconsin glaciation bezeichnet) und damit dem Übergang von der erdgeschichtlichen Epoche des Pleistozäns zum bis heute anhaltenden Holozän.

## Vorgänger und Entwicklung
Bis in die 1980er Jahre wurde angenommen, dass der Clovis-Kultur angehörige Paläo-Indianer den Beginn der Besiedlung Amerikas markieren. Seitdem wurden überwiegend in Nordamerika, aber auch vereinzelt in Südamerika, menschliche Überreste oder Artefakte gefunden, die zeitlich um bis zu einige Jahrtausende vor Clovis (engl. pre Clovis) liegen. Die Fundorte sind insbesondere Meadowcroft (Pennsylvania), der Nenana complex in Alaska, Monte Verde (Chile), und im 21. Jahrhundert die Paisley-Höhlen (Oregon) und der Buttermilk Creek Complex in Texas. Eine aus Knochen gefertigte Projektilspitze wurde im Bundesstaat Washington gefunden. Diese Funde verlegen damit die Besiedelung Amerikas vor die Clovis-Kultur, zumal im Buttermilk Creek Complex in Texas auch erstmals Steinwerkzeug eines Typs vor Clovis gefunden wurde.
Die Angehörigen der Clovis-Kultur stammen von den ersten Siedlern in Amerika ab, die am Ende der Eiszeit über die damals noch bestehende Landbrücke Beringia zwischen Sibirien und Alaska den Kontinent erreichten. Die vereinzelt vertretene Auffassung, dass steinzeitliche Jäger aus Europa während der letzten Eiszeit entlang des Eisrandes bis nach Nordamerika eingewandert sind, stützt sich auf Ähnlichkeiten zwischen Clovis-Artefakten und denen der Solutréen-Kultur in Frankreich. Sie konnte 2014 durch DNA-Analysen aus Knochen eines Clovis-Grabes zurückgewiesen werden.
Datierungen von Werkzeug-Funden in den Paisley-Höhlen erlauben im 21. Jahrhundert auch eine weitere Ergänzung der frühen Besiedelungsepochen. Clovis war demnach nicht die einzige Kultur ihrer Zeit. In der Intermountain-Region zwischen den Rocky Mountains im Osten und den pazifiknahen Küstengebirgen im Westen werden keine Clovis-Spitzen gefunden, dafür Western stemmed points. Sie wurden als zeitgleich mit Clovis bestätigt, so dass anzunehmen ist, dass eine Einwandererwelle entlang der Küste andere Werkzeuge entwickelte als die Einwanderer in den östlichen Teil des Kontinents, wo die Clovis-Funde vorliegen.

## Lebensweise
Die Clovis-Kultur breitete sich in nur 200 Jahren über den gesamten nordamerikanischen Kontinent und bis Mittelamerika aus. Sie lag am Ende der Eiszeit, der hohe Norden des Kontinents war noch mit dem Laurentidischen Eisschild beziehungsweise den Gletschern der Rocky Mountains und der Küstengebirge bedeckt. In den Steppen- und Waldlandschaften südlich davon lebte die von der Eiszeit geprägte Megafauna bestehend aus Mammuten, verschiedenen Riesenfaultieren (Eremotherium und Paramylodon), Hirschelch, Amerikanischem Mastodon und Verwandten des Amerikanischen Bisons. Die eingewanderten Menschen lebten in Kleingruppen und Familienverbänden als nomadische Jäger und Sammler von der Großwildjagd insbesondere auf Mammuts und Bisons. Daneben stand die Jagd auf kleineres Wild wie Weißwedelhirsch, Gabelbock, Dickhornschaf und Kleintiere wie Kaninchen, aber auch Reptilien und Vögel, sowie das Sammeln von Früchten und Samen wildwachsender Pflanzen.
Dieses Bild von der hauptsächlichen Jagd auf Großwild ist möglicherweise verzerrt, weil die Fundorte größtenteils Jagdplätze (engl. Kill sites) auf Großwild waren. Sie lagen meist auf Niederterrassen an Flüssen, an die das Wild zum Trinken kam. Andere lagen an ganzjährigen Quellen und Wasserlöchern. Auf Hügeln an Flussläufen wurden große Mengen an Steinabschlägen gefunden. Diese Orte wurden als „Werkstätten“ identifiziert, an denen die Clovis-Menschen auf die jährliche Wanderung von Tierherden warteten und die Zeit zum Anfertigen von Waffen und Werkzeugen nutzten. Sicher ist, dass das Großwild eine bedeutende Rolle spielte, da es die Menschen mit Fellen, Werkstoffen aus den Stoßzähnen der Mammuts und massiven Knochen sowie Tierhaaren für Textilien versorgten.
Über die Wohnplätze der Clovis-Menschen ist nicht viel bekannt, es wird jedoch angenommen, dass sie sich im Winter in Felsnischen und Höhlen zurückzogen. Je ein Fundort von Pfostenlöchern beziehungsweise einer ovalen Grube werden der Clovis-Kultur zugeordnet, was auf einfache Hütten und Vorläufer von Grubenhäusern deutet. Aus dem texanischen Gault Site ist bekannt, dass die Clovis-Menschen Steinritzungen mit künstlerischen Motiven anlegten. In Kieselsteine ritzten sie mit einem spitzen Stein Linien, geometrische Muster und je ein vermutetes stilisiertes Tier und eine Blumendarstellung.
Es ist nur ein Grab aus der Clovis-Kultur bekannt, am Fundort Anzick, nahe Wilsal im US-Bundesstaat Montana. Dort wurde 1968 die Bestattung von zwei Kinderleichen in Verbindung mit rund 100 Artefakten aus Stein und Knochen gefunden. Über die Bestattung war feines rotes Ocker-Pulver gestreut worden, dieser red ochre-Begräbnistyp macht den Fundort zum ersten bekannten Auftreten von rituellem Verhalten in Amerika. Er wurde in identischer Form noch tausende Jahre später in Nordamerika verwendet.
Die Annahmen über die Ausbreitung der Clovis-Kultur sind im Detail spekulativ. Die Funde reichen von 11.000 B.P. bis etwa 10.800 B.P. Daraus wurde eine Verbreitung durch den ganzen nordamerikanischen Kontinent innerhalb weniger hundert Jahre abgeleitet. Die Clovis-Kultur war im Süden bis Panama verbreitet. In Südamerika wurden ähnliche Projektilspitzen gefunden, die durch einen eingezogenen und am Ende wieder verbreiternden Schaft gekennzeichnet sind und wegen der Ähnlichkeit mit einem Fischschwanz als Fish tail points bezeichnet werden. Sie gelten als die ältesten flächig verbreiteten Artefakte Südamerikas und damit als äquivalent zu den Clovis points. Ihre Datierung ist aber bisher nicht eindeutig. Als gut untersuchter Fundort gilt die Fell’s Höhle in Chile.

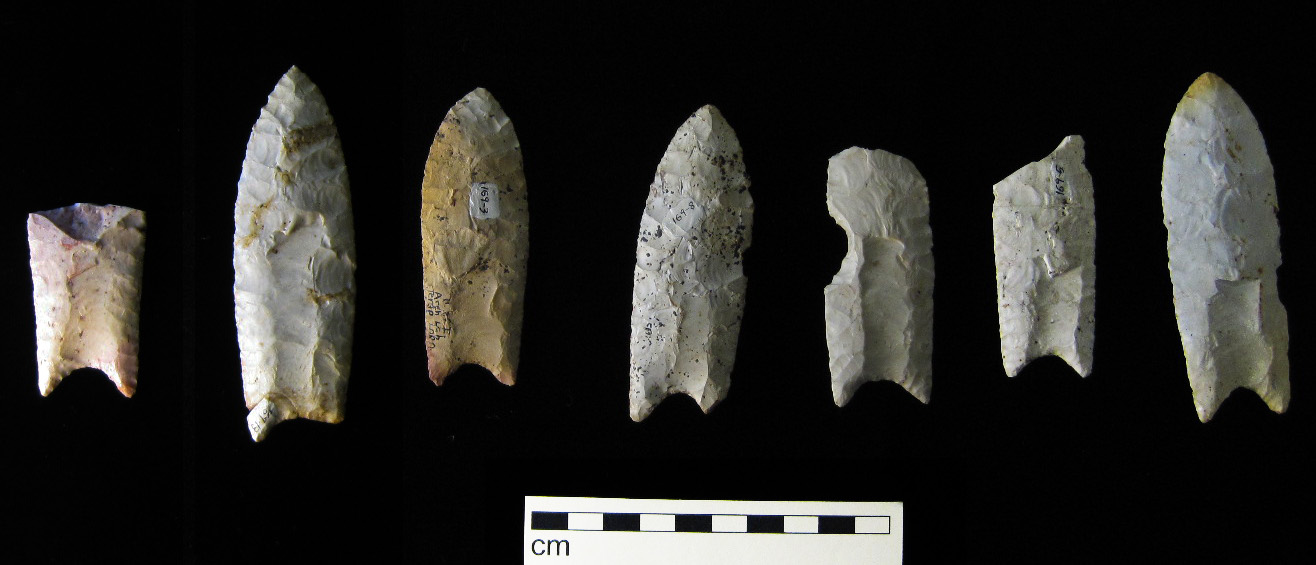
Clovis-Spitzen aus Iowa (teilweise beschädigt), mit flutes = basalen Schäftungsrinnen

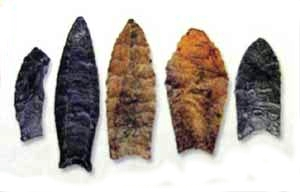
Verschiedene Clovis-Spitzen

## Werkzeuge
Die Clovis-Spitzen sind die Leitartefakte der Kultur. Sie sind bis zu 20 cm lang und bestehen aus Feuerstein oder anderen hochwertigen Hornsteinen und wurden aus Aufschlüssen gewonnen, die zum Teil noch mehrere tausend Jahre später als Steinbrüche dienten. Die Clovis-Menschen bezogen bereits als Alibates bezeichneten, besonders hochwertigen Feuerstein aus den Alibates Flint Quarries am Canadian River im Norden des heutigen Texas, den am längsten genutzten Steinbrüchen Amerikas. Chalcedon stammte vom Ohio River und vom Knife River im heutigen Grenzgebiet zwischen den Vereinigten Staaten und Kanada. Einzelne Funde von Obsidian werden ebenfalls der Clovis-Kultur zugerechnet. Sie stammen überwiegend aus den Rocky Mountains sowie dem Südwesten zwischen Arizona und Texas. Bekannt ist das Obsidian Cliff im heutigen Yellowstone-Nationalpark. Insbesondere in den steinarmen Regionen des östlichen Nordamerikas legten die Clovis-Menschen große Entfernungen zurück, um hochwertiges Gestein zu gewinnen. Spitzen wurden mehrere hundert bis deutlich über tausend Kilometer von den Steinbrüchen gefunden, aus denen das Material stammt.
Die Projektilspitzen waren beidseitig zu Klingen geschlagen und waren so nicht nur als Spitze von Wurfspeeren zu gebrauchen, sondern konnten auch mit der Hand geführt werden, um die Körper des erlegten Wildes zu öffnen und zu zerteilen. Außer den Spitzen verwendeten die Paläo-Indianer größere Faustkeile für grobe Arbeiten und flache Abschläge als Klingen für feinere Aufgaben. Die größeren Werkzeuge wurden bei Abnutzung neu behauen, um wertvolles Material zu sparen. Die großen Faustkeile dienten dabei auch als Werkstoffreserve, da aus ihnen jederzeit kleinere Werkzeuge gefertigt werden konnten.

## Aussterben der eiszeitlichen Megafauna
Etwa gleichzeitig mit der Clovis-Kultur starb die eiszeitlich geprägte Megafauna Nordamerikas aus. Mammute, Hirschelche, Riesenfaultiere und der Aenocyon dirus, ein Verwandter des Wolfs, verschwanden, vom Großwild der Zeit blieb nur der Bison erhalten. Ein Zusammenhang mit dem Vordringen der Clovis-Menschen ist vielfach diskutiert worden. Als Alternative zur Ausrottung durch Jagd kommt aber auch der Klimawandel des Jüngeren Dryas in Frage, ein scharfer Kälterückfall (Stadial) am Ende der Eiszeit und dem Beginn des Holozäns.
2007 wurden Thesen veröffentlicht, nach denen sowohl das Aussterben der Megafauna, wie das Ende der Clovis-Kultur kurz nach 11.000 B.P. durch einen Meteoriteneinschlag oder dessen Explosion in tieferen Schichten der Atmosphäre verursacht worden seien. Die Annahme geht auf Funde von großflächigen Brandspuren durch Nordamerika in gleich alten Schichten zurück, sowie Funde von Kohlenstoff in Form von winzigen Diamanten, die durch den Druck bei einer derartigen Explosion erklärt werden. Die Funde wurden auf unkalibriert 13.000 Jahre datiert, was etwa einem kalibrierten Alter von 11.000 B.P. entspricht. Dem stehen Untersuchungen entgegen, nach denen nur die Tierarten von den Veränderungen betroffen waren. Ein bei einem Meteoriteneinschlag anzunehmender Rückgang auch der menschlichen Populationsdichte wurde nicht gefunden. Jüngere Forschungsergebnisse lassen vermuten, dass inzwischen mit Elektronenbeugungsuntersuchungen identifiziertes Graphen in den früheren Untersuchungen fälschlich als Nanodiamanten angesehen worden war. Eine systematische Auswertung von Bohrkernen aus Feuchtgebieten in Nordamerika kam weiterhin zum Ergebnis, dass die Isotopenzusammensetzung keine Hinweise auf einen Meteoriteneinschlag bietet.
Um 11.000 B.P. endet die Clovis-Kultur und die Folsom-Kultur, ebenfalls benannt nach einem Fundort in New Mexico, beginnt. Ihre charakteristischen Projektilspitzen sind kleiner und die Retuschen reichen weiter Richtung Spitze. Die Menschen stellten die Jagd nach dem Aussterben der Megafauna auf kleineres Wild um, das weitgehende Ende des klimatischen Einflusses der Eiszeit sorgte auch für die Verbreitung weiterer Nahrungspflanzen.